# 楊逸 (北魏)
楊 逸（よう いつ、500年 - 531年）は、北魏の官僚。字は遵道。本貫は恒農郡華陰県。

## 経歴
楊津の次男として生まれた。員外散騎侍郎を初任とした。華陰県男の爵位を受け、給事中に転じた。父の楊津が中山で杜洛周の率いる反乱軍に包囲されると、楊逸は軍を召集して救援におもむくべく、爾朱栄を通じて朝廷に働きかけ、許可を得た。
528年（建義元年）、孝荘帝を迎えるべく河陽に赴き、給事黄門侍郎に任じられ、中書舎人を兼ねた。河陰の変のために北魏の朝士の多くが殺害され、帝もまた恐怖におびえていたが、楊逸が昼も夜も帝に陪侍したため、数日のうちに帝の床の前で寝るほどに親しくなった。まもなく吏部郎中に任じられた。
平西将軍・南秦州刺史となり、散騎常侍の位を加えられたが、道を阻まれて赴任できず、改めて平東将軍・光州刺史に任じられた。当時、災害がうち続き、多くの民衆が餓死していたため、楊逸は光州の官倉を開いて粟を分け与え、事後に上表して報告した。いっぽう法令は厳しく適用し、硬軟合わせた統治をおこなって、治績は最も優秀と評価された。
531年（普泰元年）7月、爾朱仲遠の派遣した使者により光州で殺害された。享年は32。532年（太昌元年）、都督豫郢二州諸軍事・衛将軍・尚書僕射・豫州刺史の位を追贈された。諡は貞といった。

## 伝記資料
- 『魏書』巻58 列伝第46
- 『北史』巻41 列伝第29
- 魏故尚書僕射衛将軍豫州刺史楊公墓誌銘（楊逸墓誌）